# Concerto pour piano no 15 de Mozart
Le Concerto pour piano no 15 en si bémol majeur K. 450 est un concerto pour piano du compositeur autrichien Wolfgang Amadeus Mozart. Composé le 15 mars 1784 à Vienne, alors que le compositeur était âgé de 28 ans, il demeure relativement peu joué par les interprètes, malgré une écriture musicale dense et inventive, sans doute peu voyante, qui ne se remarque dans toute sa beauté que lorsque l'œuvre est écoutée avec attention.

## Instrumentation
| Instrumentation du Concerto pour piano no 15                         |
| Cordes                                                               |
| premiers violons, seconds violons, altos, violoncelles, contrebasses |
| Bois                                                                 |
| 1 flûte dans l'Allegro final, 2 hautbois, 2 bassons                  |
| Cuivres                                                              |
| 2 cors en si bémol (en mi bémol dans l'Andante)                      |
| Clavier                                                              |
| Piano                                                                |

## Structure
Le concerto comprend 3 mouvements :
1. Allegro, en si bémol majeur, à , cadence à la mesure 294, 308 mesures
2. Andante, en mi bémol majeur, à 
, 113 mesures
3. Allegro, en si bémol majeur, à 
, cadence à la mesure 244, 316 mesures

Durée : environ 26 minutes
L'Allegro initial a une double thématique (premier et second thème) d'une nonchalance vaporeuse, sereine, pleine d'agrément. Début de l'Allegro. Durée : environ 11 minutes
L'Andante est d'une expression profondément recueillie et méditative, s'ouvrant sur un dialogue alterné entre le piano et l'orchestre, avant de connaître un développement de caractère fusionnel, plein de douceur, entre les deux parties. Contrairement aux deux autres mouvements qui sont de forme sonate, celui-ci consiste en un thème suivi de quelques variations. Début de l'Andante. Durée : environ 6:30 minutes
L'Allegro final est d'un caractère aimable et très enjoué, dans la même ambiance sereine qui prévalait dans le premier mouvement mais ponctuée ici, par moments, de passages pleins d'une vive gracieuse espièglerie. À noter la proximité du thème principal avec celui du troisième mouvement du Concerto pour piano no 22. Le mouvement se conclut sur une étrange coda où le piano et l'orchestre entament ensemble, dans une parfaite symbiose, une sorte d'irrésistible montée pleine de frémissements qui culmine dans l'accord tonique final. Début de l'Allegro. Durée : environ 8:22 minutes
Introduction de l'Allegro :
Introduction de l'Andante (Violon 1, piano):
Introduction de l'Allegro final :